# Walter Kolm-Veltée
Pour les articles homonymes, voir Kolm.
Walter Kolm-Veltée, né à Vienne le 27 décembre 1910 et mort dans cette ville le 8 mars 1999, est un réalisateur, producteur et scénariste autrichien.
Il a réalisé neuf films entre 1933 et 1959.

## Biographie
Walter Kolm-Veltée est le fils de la réalisatrice autrichienne Luise Fleck de son premier mariage.
Après une première carrière au cours de laquelle il a souvent travaillé avec sa mère et son beau-père, il fonde en 1952 la première académie de cinéma en Autriche, à l'Académie de musique et des arts du spectacle de Vienne de Vienne. Son film sur la vie de Beethoven, Eroïca, sorti en 1949, avec Ewald Balser, Oskar Werner et Judith Holzmeister dans les rôles principaux, compte parmi les films autrichiens les plus réussis de tous les temps. De la même manière que ses parents étaient des pionniers du cinéma, Walter Kolm-Veltée est un pionnier du développement du nouveau média qu'est la télévision.
Son film Panoptikum 59 (1959) a été inscrit au 9e Festival international du film de Berlin.

## Filmographie partielle

### Au cinéma
- 1933 : Unser Kaiser
- 1934 : Der Wilderer vom Egerland (en)
- 1935 : Sa plus joyeuse nuit (de) (Csardas)
- 1949 : Eroïca (Eroica)
- 1953 : Franz Schubert (de)
- 1955 : Don Juan (de)
- 1958 : Wiener Luft (de)
- 1959 : Auch Männer sind keine Engel (de)
- 1959 : Panoptikum 59

## Crédit d'auteurs
- (en) Cet article est partiellement ou en totalité issu de l’article de Wikipédia en anglais intitulé « Walter Kolm-Veltée » (voir la liste des auteurs).